# Museo de Arte Sacro de Nuestra Señora de la Peña

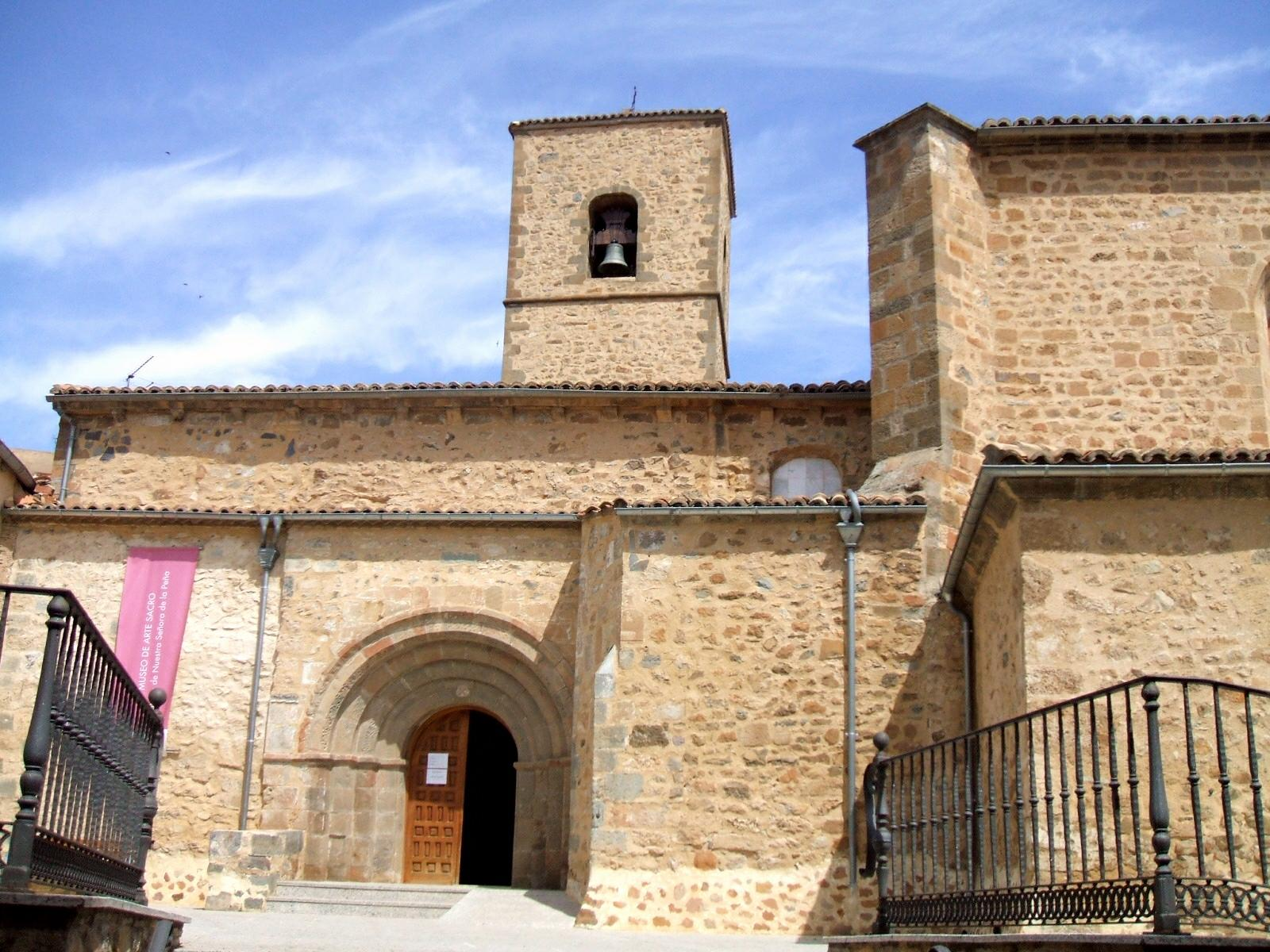
Entrada a la iglesia-museo.

El Museo de Arte Sacro de Nuestra Señora de la Peña es un museo religioso con piezas de escultura y orfebrería situado en la villa de Ágreda, provincia de Soria, Castilla y León, España. El museo se encuentra dentro de la Iglesia de la Virgen de la Peña de la localidad.

## Características

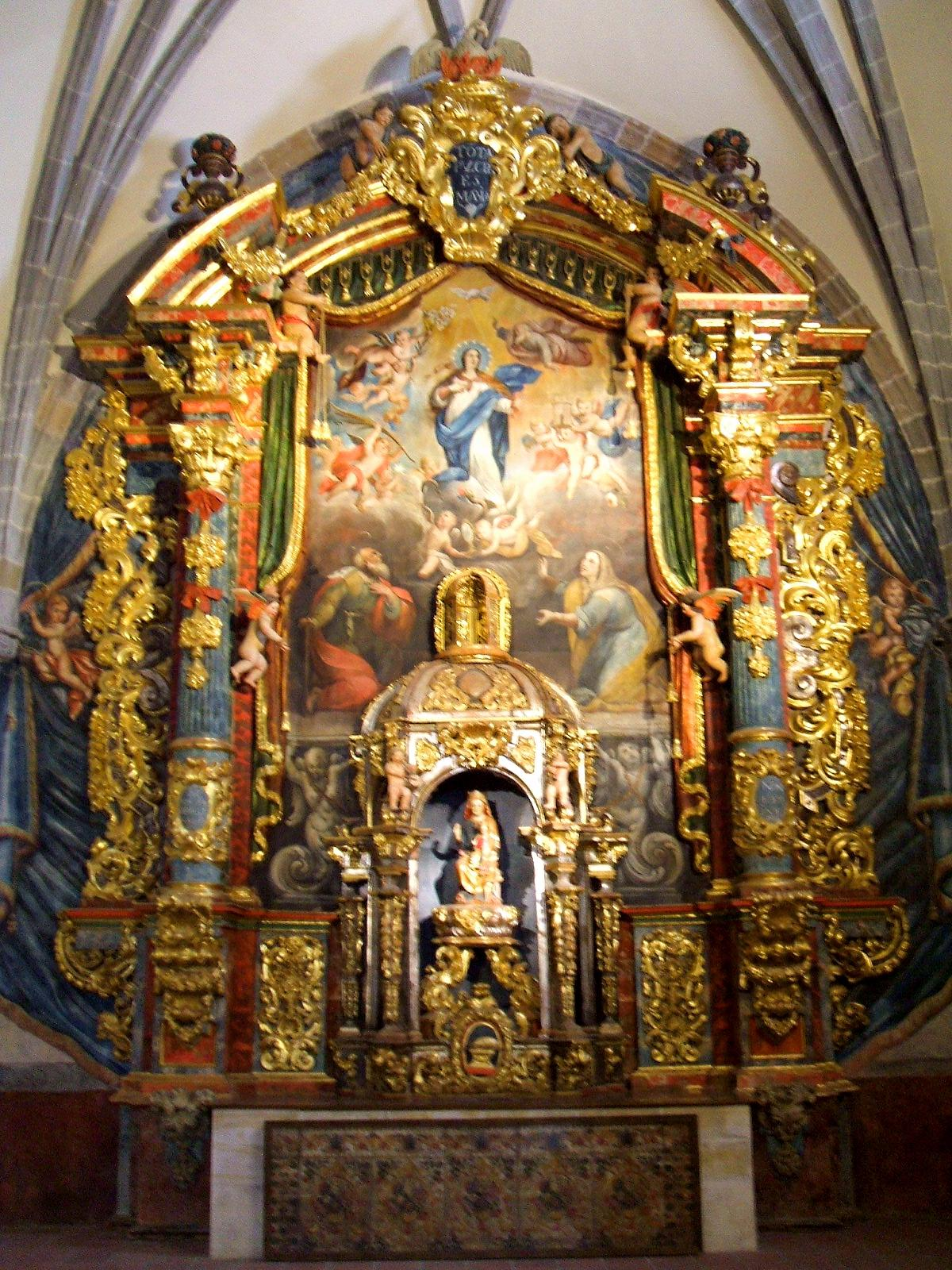
Retablo mayor la Iglesia de la Virgen de la Peña.

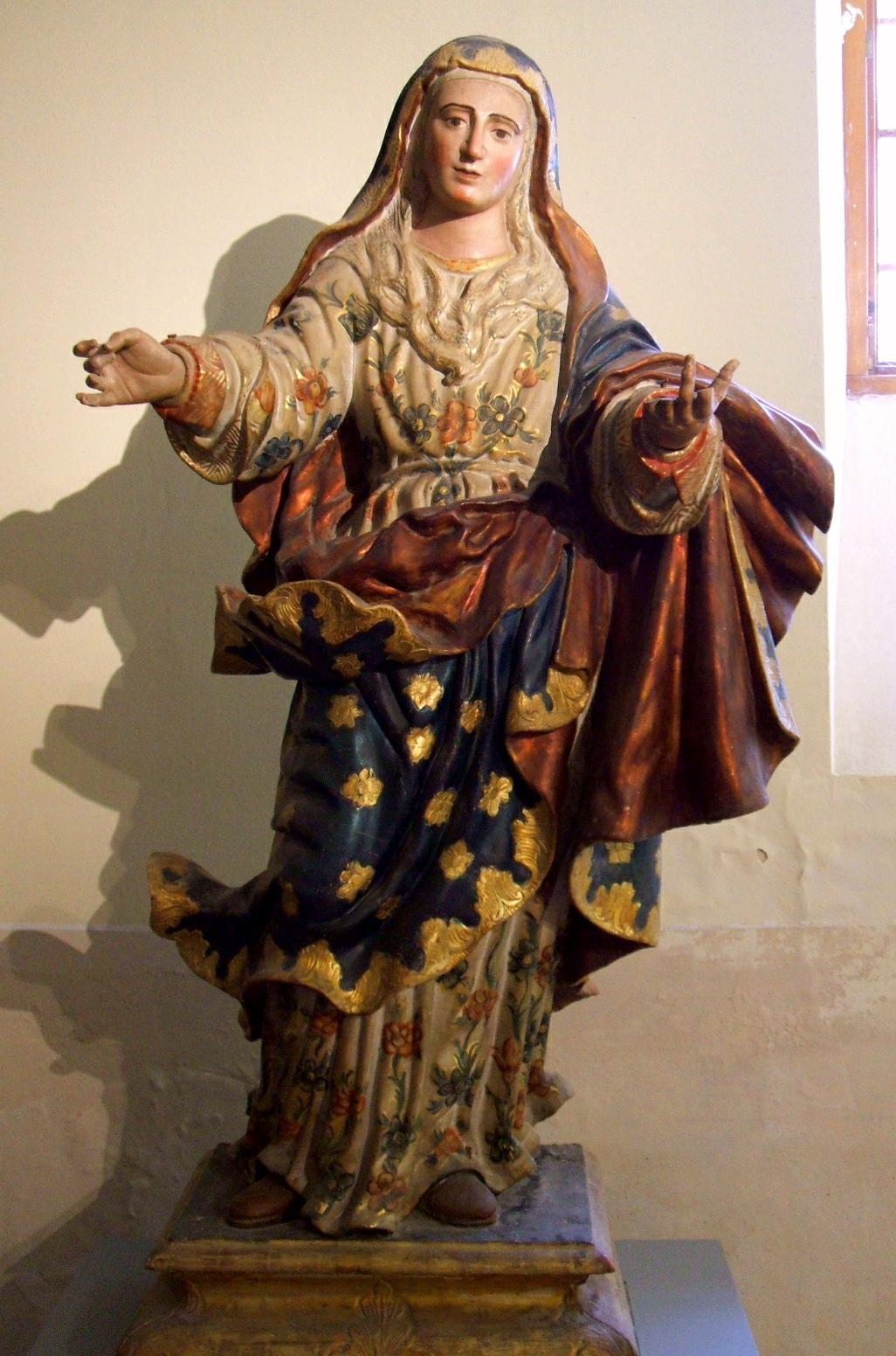
Talla de una santa no identificada.

El museo cuenta con 25 piezas de retablos y esculturas entre los siglos XIII y XVIII, entre ellas cabe destacar:
- El retablo de Nuestra Seńora de la Peña, de estilo barroco, del siglo XVIII. En la parte central se encuentra un óleo que representa la Inmaculada Concepción.
- Virgen de la Peña, una escultura anónima del siglo XIII, trabajada en madera policromada de pino. La escultura represemta a la Virgen sentada con el nińo sobre sus rodillas.
- El retablo de San Juan Evangelista, de estilo gótico internacional fechado entre 1430-1445.
- El retablo de la Virgen del Rosario, de estructura barroca, data del siglo XVIII y cuenta con tablas pintadas del siglo XVI.
- La Trinidad como Trono de Gracia,  pintura al temple sobre tabla, data de entre 1420-1430.
- La pedrela gótica con escenas de la vida de Cristo, pinturas de entre 1485 y 1505. Se atribuye la obra a Miguel Jiménez, discípulo del Bartolomé Bermejo, de la Escuela Aragonesa.[1]

## Visitas
Entre noviembre y abril está abierto los viernes, sábados, domingos y festivos de 10h a 14h y de 16h a 19h.
Entre mayo a octubre se encuentra abierto de martes a domingos, así como los festivos, de 10h a 14h y de 16h a 19h.
La entrada cuesta 1€, para los menores de 16 años es gratuita.
Para más información, puede contactarse por teléfono, 976 647 188.